# شيكماجالور
شِيكَماجالُور، والمعروفة رسمياً شِكَّمَغَلُورُو، هي مدينة ومقر لمقاطعة شيكماجالور في الولاية كارناتاكا في الهند. تقع على سفوح قمة موليانغري في غاتس الغربية، تجذب المدينة السياح من جميع أنحاء الولاية كارناتاكا لمناخها اللطيف والمناسب بسبب كونها محطة التل، والغابات المطيرة الاستوائية ومزارع القهوة.

## علم أصول الكلمات
تأخذ شيكماجالور اسمها من اللغة الكنادية التي تُترجم إلى «مدينة الابنة الصغرى». ويقال أن قد تم منح البلدة شيكماجالور كمهر لابنة روكمانغادا، الزعيم الأسطوري لساكاراياباتانا.

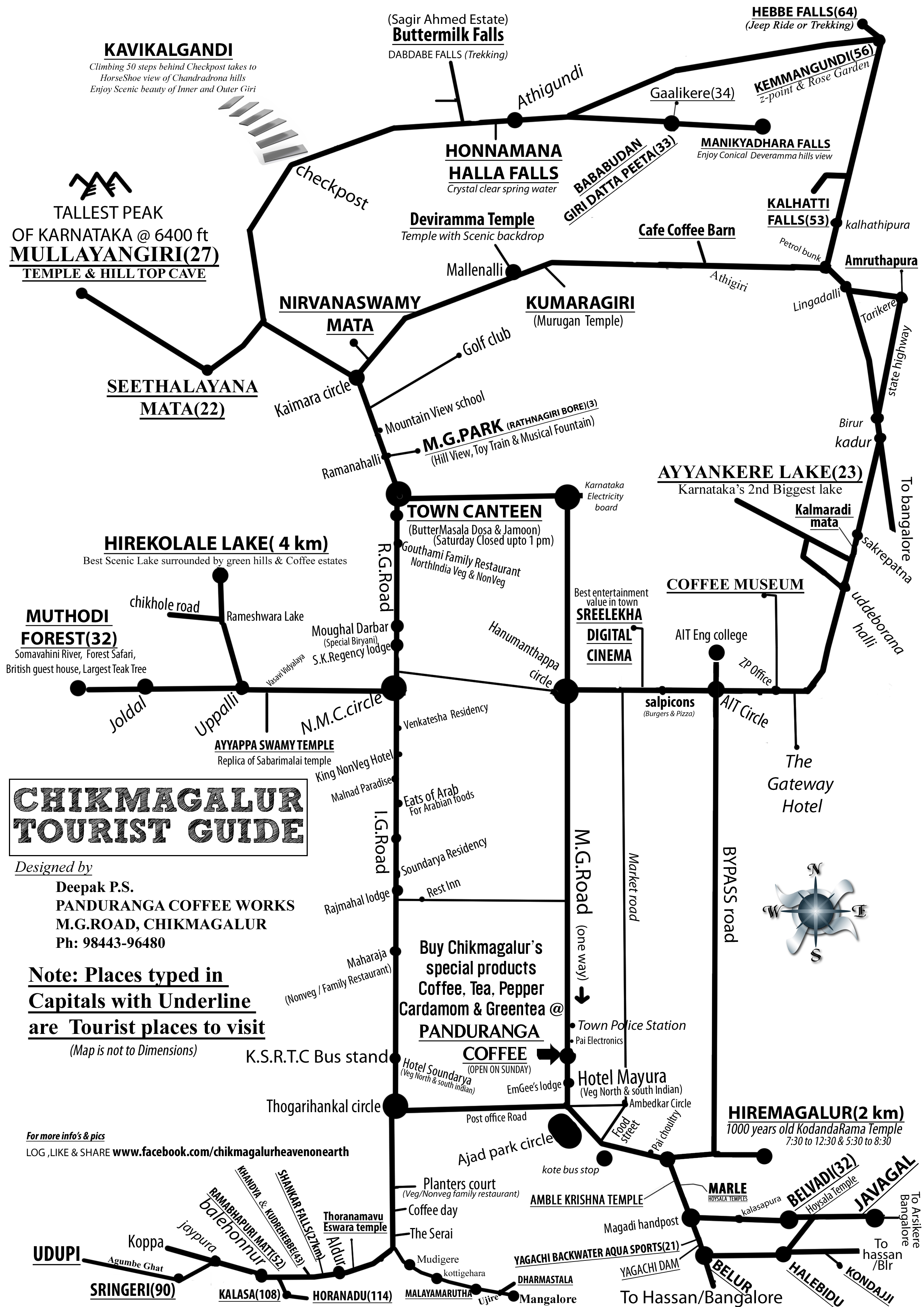
الخريطة السياحية لشيكماجالور

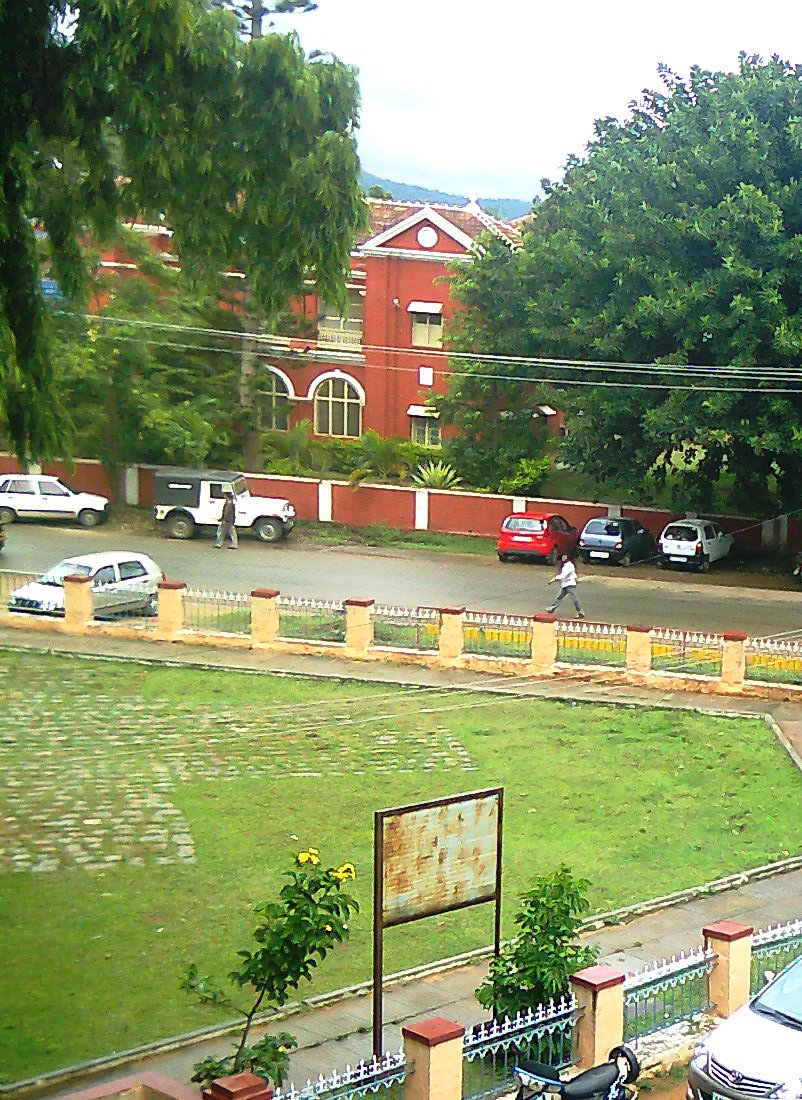
طريق المحكمة، شيكماجالور

## التركيبة السكانية
اعتبارًا من تعداد السكان الهندي لعام 2011 ، بلغ عدد السكان مدينة شيكماجالور 118,401، منهم 58,702 من الذكور و 59,699 من الإناث. بلغ عدد السكان في الفئة العمرية من 0 إلى 6 سنوات 11,633. بلغ عدد الإجمالي للمتعلمين في شيكماجالور 96,359 ، أي 81.4٪ من السكان مع 83.7٪ من الذكور و 79.1٪ من الإناث. ويبلغ معدل الإلمام بالقراءة والكتابة بين جميع الأشخاص الذين أعمارهم تتجاوز سبع سنوات من سكان شيكماجالور 90.3 ٪، وكان منهم معدل معرفة القراءة والكتابة للذكور 93.1 ٪ ومعدل معرفة القراءة والكتابة للإناث 87.5 ٪. كان عدد السكان في [[الطوائف المصنفة والقبائل المصنفة]] 16,423 و 1,734 على التوالي. كان في شيكماجالور 28,545 الأسر المعيشية في عام 2011.

## المواصلات
شيكماجالور متصل بأجزاء أخرى من الولاية عبر الطرق. الطريق الوطني 173 (الهند) يمر عبر البلدة التي تربطها بعاصمة الولاية بنغالور، الواقعة 250 كيلومتر (160 ميل)، ومع مدينة مانجالور الساحلية، التي تقع 150 كيلومتر (93 ميل). يربط الطريق الولاية 57 (كارناتاكا) بين شيموجا وهاسن. يربط خط السكك الحديدية شيكماجالور ببلدة كدور. أقرب مطار الدولي هو في مانجالور.

## الجغرافيا والمناخ
يقع شيكماجالور في منطقة مالينادو في ولاية كارناتاكا في هضبة ديكان في سفوح جبال غاتس الغربية. تقع على ارتفاع 1,090 متر (3,580 قدم) فوق مستوى سطح البحر. ينبع نهر ياغاتشي بالقرب من المدينة ويتدفق في الاتجاه الجنوبي الشرقي قبل الاتحاد مع نهر كافيري. تشيكماغالور لديها المناخ من معتدل إلى بارد. تتراوح درجة الحرارة المدينة من 11 إلى 20 درجة مئوية خلال فصل الشتاء إلى 25-32 درجة مئوية خلال فصل الصيف.
| البيانات المناخية لـشيكماجالور (1981–2010، طرفين 1974–2012) | البيانات المناخية لـشيكماجالور (1981–2010، طرفين 1974–2012) | البيانات المناخية لـشيكماجالور (1981–2010، طرفين 1974–2012) | البيانات المناخية لـشيكماجالور (1981–2010، طرفين 1974–2012) | البيانات المناخية لـشيكماجالور (1981–2010، طرفين 1974–2012) | البيانات المناخية لـشيكماجالور (1981–2010، طرفين 1974–2012) | البيانات المناخية لـشيكماجالور (1981–2010، طرفين 1974–2012) | البيانات المناخية لـشيكماجالور (1981–2010، طرفين 1974–2012) | البيانات المناخية لـشيكماجالور (1981–2010، طرفين 1974–2012) | البيانات المناخية لـشيكماجالور (1981–2010، طرفين 1974–2012) | البيانات المناخية لـشيكماجالور (1981–2010، طرفين 1974–2012) | البيانات المناخية لـشيكماجالور (1981–2010، طرفين 1974–2012) | البيانات المناخية لـشيكماجالور (1981–2010، طرفين 1974–2012) | البيانات المناخية لـشيكماجالور (1981–2010، طرفين 1974–2012) |
| الشهر                                                       | يناير                                                       | فبراير                                                      | مارس                                                        | أبريل                                                       | مايو                                                        | يونيو                                                       | يوليو                                                       | أغسطس                                                       | سبتمبر                                                      | أكتوبر                                                      | نوفمبر                                                      | ديسمبر                                                      | المعدل السنوي                                               |
| ----------------------------------------------------------- | ----------------------------------------------------------- | ----------------------------------------------------------- | ----------------------------------------------------------- | ----------------------------------------------------------- | ----------------------------------------------------------- | ----------------------------------------------------------- | ----------------------------------------------------------- | ----------------------------------------------------------- | ----------------------------------------------------------- | ----------------------------------------------------------- | ----------------------------------------------------------- | ----------------------------------------------------------- | ----------------------------------------------------------- |
| الدرجة القصوى °م (°ف)                                       | 32.5 (90.5)                                                 | 35.0 (95.0)                                                 | 36.7 (98.1)                                                 | 37.0 (98.6)                                                 | 37.0 (98.6)                                                 | 35.5 (95.9)                                                 | 31.0 (87.8)                                                 | 30.5 (86.9)                                                 | 32.0 (89.6)                                                 | 32.0 (89.6)                                                 | 32.5 (90.5)                                                 | 32.5 (90.5)                                                 | 37.0 (98.6)                                                 |
| متوسط درجة الحرارة الكبرى °م (°ف)                           | 27.9 (82.2)                                                 | 30.5 (86.9)                                                 | 32.7 (90.9)                                                 | 33.2 (91.8)                                                 | 31.8 (89.2)                                                 | 26.9 (80.4)                                                 | 25.3 (77.5)                                                 | 25.3 (77.5)                                                 | 26.9 (80.4)                                                 | 27.3 (81.1)                                                 | 26.8 (80.2)                                                 | 26.7 (80.1)                                                 | 28.5 (83.3)                                                 |
| متوسط درجة الحرارة الصغرى °م (°ف)                           | 15.0 (59.0)                                                 | 16.4 (61.5)                                                 | 18.1 (64.6)                                                 | 19.5 (67.1)                                                 | 19.7 (67.5)                                                 | 19.1 (66.4)                                                 | 18.8 (65.8)                                                 | 18.6 (65.5)                                                 | 18.3 (64.9)                                                 | 17.9 (64.2)                                                 | 16.6 (61.9)                                                 | 14.9 (58.8)                                                 | 17.7 (63.9)                                                 |
| أدنى درجة حرارة °م (°ف)                                     | 10.0 (50.0)                                                 | 11.1 (52.0)                                                 | 14.0 (57.2)                                                 | 15.0 (59.0)                                                 | 15.0 (59.0)                                                 | 15.0 (59.0)                                                 | 15.7 (60.3)                                                 | 16.0 (60.8)                                                 | 14.6 (58.3)                                                 | 12.0 (53.6)                                                 | 11.1 (52.0)                                                 | 10.9 (51.6)                                                 | 10.0 (50.0)                                                 |
| معدل هطول الأمطار مم (إنش)                                  | 3.3 (0.13)                                                  | 1.2 (0.05)                                                  | 29.4 (1.16)                                                 | 59.6 (2.35)                                                 | 104.3 (4.11)                                                | 122.8 (4.83)                                                | 134.1 (5.28)                                                | 126.3 (4.97)                                                | 109.4 (4.31)                                                | 168.1 (6.62)                                                | 68.2 (2.69)                                                 | 13.0 (0.51)                                                 | 939.7 (37.00)                                               |
| متوسط الأيام الممطرة                                        | 0.3                                                         | 0.3                                                         | 1.2                                                         | 4.2                                                         | 6.1                                                         | 9.1                                                         | 11.0                                                        | 10.0                                                        | 6.7                                                         | 8.3                                                         | 3.5                                                         | 0.8                                                         | 61.6                                                        |
| متوسط الرطوبة النسبية (%)                                   | 46                                                          | 42                                                          | 43                                                          | 51                                                          | 60                                                          | 76                                                          | 79                                                          | 79                                                          | 74                                                          | 70                                                          | 62                                                          | 53                                                          | 62                                                          |
| المصدر: دائرة الأرصاد الجوية (الهند)                        |                                                             |                                                             |                                                             |                                                             |                                                             |                                                             |                                                             |                                                             |                                                             |                                                             |                                                             |                                                             |                                                             |

## روابط خارجية
- موقع المجلس البلدي لمدينة تشيكماغالور